# Clasificación para la Copa de las Naciones de la OFC 2002
La Clasificación para la Copa de las Naciones de la OFC 2002 fue el torneo preliminar que decidió los últimos dos clasificados a dicho torneo. Papúa Nueva Guinea y Nueva Caledonia obtuvieron los dos cupos.

## Ronda preliminar
| Equipo             | Pts | PJ | PG | PE | PP | GF | GC | DIF |
| ------------------ | --- | -- | -- | -- | -- | -- | -- | --- |
| Papúa Nueva Guinea | 12  | 4  | 4  | 0  | 0  | 20 | 2  | 18  |
| Nueva Caledonia    | 9   | 4  | 3  | 0  | 1  | 25 | 4  | 21  |
| Samoa              | 6   | 4  | 2  | 0  | 2  | 8  | 9  | -1  |
| Tonga              | 3   | 4  | 1  | 0  | 3  | 7  | 18 | -11 |
| Samoa Americana    | 0   | 4  | 0  | 0  | 4  | 2  | 29 | -27 |

| 9 de marzo de 2002 | Nueva Caledonia                                                                          | 10:0 (5:0) | Samoa Americana | Toleofoa J.B. Soccer Complex, Apia |  |
|                    | Case 10' · Pibke 11' 40' 54' 58' 70' · Jose 25' · Kauma 36' · Wanakaija 55' · Voudjo 74' |            |                 |                                    |  |

| 9 de marzo de 2002 | Samoa                 | 2:0 (0:0) | Tonga | Toleofoa J.B. Soccer Complex, Apia |  |
|                    | Timo 52' · Lamana 83' |           |       |                                    |  |

| 12 de marzo de 2002 | Tonga                                                                 | 7:2 (5:1) | Samoa Americana         | Toleofoa J.B. Soccer Complex, Apia |  |
|                     | Suli 3' 72' 80' · Maamaloa 5' · Taufahema 19' · Uele 29' · Fifita 32' |           | Atualevao 15' · Afu 70' |                                    |  |

| 12 de marzo de 2002 | Papúa Nueva Guinea                            | 4:1 (1:1) | Nueva Caledonia | Toleofoa J.B. Soccer Complex, Apia |  |
|                     | Kombi 31' · Tomda 57' · Aisa 70' · Davani 85' |           | Voudjo 40'      |                                    |  |

| 14 de marzo de 2002 | Papúa Nueva Guinea                                          | 5:0 (1:0) | Tonga | Toleofoa J.B. Soccer Complex, Apia |  |
|                     | Lohai 19' · Moiyap 61' · Davani 70' · Aisa 84' · Kassam 89' |           |       |                                    |  |

| 14 de marzo de 2002 | Samoa                                                  | 5:0 (3:0) | Samoa Americana | Toleofoa J.B. Soccer Complex, Apia |  |
|                     | Timo 3' · Faaiuaso 24' 68' · Lemana 31' · Fasavalu 48' |           |                 |                                    |  |

| 16 de marzo de 2002 | Nueva Caledonia                                                                  | 9:0 (5:0) | Tonga | Toleofoa J.B. Soccer Complex, Apia |  |
|                     | Faye 17' 85' · Pibke 18' 26' 85' · Voudjo 18' · Kabeu 45' · Kauma 74' · Jose 90' |           |       |                                    |  |

| 16 de marzo de 2002 | Samoa      | 1:4 (0:2) | Papúa Nueva Guinea                             | Toleofoa J.B. Soccer Complex, Apia |  |
|                     | Lemana 56' |           | Kombi 20' · Wasi 30' · Elizag 60' · Moiyap 76' |                                    |  |

| 18 de marzo de 2002 | Papúa Nueva Guinea                                                  | 7:0 (4:0) | Samoa Americana | Toleofoa J.B. Soccer Complex, Apia |  |
|                     | Davani 12' 20' 43' · Posman 32' · Aisa 46' · Lohai 61' · Wasi 90+1' |           |                 |                                    |  |

| 18 de marzo de 2002 | Samoa | 0:5 (0:2) | Nueva Caledonia                                 | Toleofoa J.B. Soccer Complex, Apia |  |
|                     |       |           | Kauma 10' · Hay 41' 69' · Pibke 59' · Mapou 89' |                                    |  |

## Clasificados a laCopa de las Naciones de la OFC 2002
| Australia | Fiyi | Islas Salomón | Nueva Zelanda | Tahití | Vanuatu | Nueva Caledonia | Papúa Nueva Guinea |
| Australia | Fiyi | Islas Salomón | Nueva Zelanda | Tahití | Vanuatu | Nueva Caledonia | Papúa Nueva Guinea |
| --------- | ---- | ------------- | ------------- | ------ | ------- | --------------- | ------------------ |

| Predecesor: Polinesia Francesa 2000 | Clasificación para la Copa de las Naciones de la OFC Nueva Zelanda 2002 | Sucesor: Australia 2004 |

- Datos: Q4600356